# أوقست غول
أوقست غول (بالألمانية: Georg August Gaul)‏ هو نحات ألماني، ولد في 22 أكتوبر 1869 في Großauheim ‏ في ألمانيا، وتوفي في 18 أكتوبر 1921 في برلين في ألمانيا بسبب سرطان.